# أمير كمال
أمير كمال سليمان محمد (13 سبتمبر 1987 بالخرطوم - ) هو لاعب كرة قدم سوداني في مركز الدفاع. شارك مع منتخب السودان لكرة القدم. يلعب حالياً لصالح المريخ في الدوري السوداني الممتاز.

## الإنجازات

### المريخ
- الدوري السوداني الممتاز (5): 2013، 2015، 2018، 2018-19، 2019-20.
- كأس السودان (5): 2012، 2013، 2014، 2015، 2018.
- كأس سيكافا للأندية (1): 2014.

## وصلات خارجية
- أمير كمال على موقع إي إس بي إن إف سي (الإنجليزية)
- أمير كمال على موقع قاعدة بيانات كرة القدم.إي يو (الإنجليزية)
- أمير كمال على موقع ناشيونال فوتبول تيمز (الإنجليزية)
- أمير كمال على موقع Soccerway.com (الإنجليزية)
- أمير كمال على موقع عالم كرة القدم.نت (الإنجليزية)